# Кхюэми
Кхюэми (вьет. Khuê Mỹ) — квартал в районе Нгуханьшон города Дананг, Вьетнам.
Имеет площадь 5,49 км², население в 2005 году составляло 10 824 человека, плотность населения — 1 972 человека/км².

## История
Квартал был создан в 2005 году разделением квартала Бакмиан на два: Миан и Кхюэми.